# Игбо (язык)
И́гбо ([ìɡ͡bò]) — язык народа игбо, распространённый на юго-востоке Нигерии. Число говорящих — около 31 млн чел. (2020, оценка). Относится к бенуэ-конголезским языкам и представляет собой совокупность (пучок) диалектов (онича, оверри, умуахиа и мн. др.), некоторые из которых скорее являются отдельными языками (например, онича).

## Письменность
Письменность игбо — на латинской основе. В ранних переводах Евангелия использовалась латиница с многочисленными диакритическими знаками. В 1908 году при переводе Нового Завета и затем при переводе Библии применялась уже другая, более упрощённая система письма, однако она весьма приблизительно передавала звуковой состав языка. Различные диалекты обладают собственными письменными традициями, единая литературная норма отсутствует.
В последние десятилетия всё большее распространение, особенно в области письменного употребления, получает так называемый «центральный игбо», направленный на нормы диалектов центральной зоны, хотя он встречает сопротивление некоторых периферийных диалектов.
Наиболее распространён сейчас так называемый «алфавит онгву» (Onwu, /oŋwu/).

## Лингвистическая характеристика

### Фонетика
Вокализм игбо включает 8 гласных фонем, образующих 2 серии по степени подъёма: высокую и низкую. Однако для многих диалектов игбо характерно отсутствие контраста  по признаку продвинутости/отодвинутости корня языка среди передних гласных среднего подъёма, и, соответственно, несимметричная система типа /i, ɪ, e, a, ɔ, o, ʊ, u/.
В рамках этого противопоставления осуществляется гармония гласных, аналогичная сингармонизму в некоторых др. языках. Имеются фонологические противопоставления тонов как с грамматическими, так и с лексическими значениями. Характерно присущее и многим другим языкам Западной Африки явление ступенчатого понижения тонов в синтагме.

### Фонология

#### Согласные
|               |                 | Губно-губные | Губно- зубные | Зубные/ Альвеолярные | Пост-альвеолярные | Палатальные | Велярные | Велярные | Лабиовелярные | Глоттальные |
| обычные       | Лабиализованные | Губно-губные | Губно- зубные | Зубные/ Альвеолярные | Пост-альвеолярные | Палатальные |          |          | Лабиовелярные | Глоттальные |
| ------------- | --------------- | ------------ | ------------- | -------------------- | ----------------- | ----------- | -------- | -------- | ------------- | ----------- |
| Взрывные      | Глухие          | p            |               | t                    |                   |             | k        | kʷ       | k͡p            |             |
| Взрывные      | Звонкие         | b~m          |               | d                    |                   |             | ɡ~ŋ      | ɡʷ~ŋʷ    | ɡ͡b            |             |
| Аффрикаты     | Глухие          |              |               |                      | tʃ                |             |          |          |               |             |
| Аффрикаты     | Глухие          |              |               |                      | dʒ                |             |          |          |               |             |
| Спиранты      | Глухие          |              | f             | s                    | ʃ                 |             |          |          |               |             |
| Спиранты      | Звонкие         |              |               | z                    |                   |             | ɣ        |          |               | ɦ~ɦ̃         |
| Аппроксиманты | Центральные     |              |               |                      | ɹ                 | j~ɲ         |          |          | w             |             |
| Аппроксиманты | Боковые         |              |               |                      | l~n               |             |          |          |               |             |

|               |                        | Губно-губные | Губно-губные    | Альвеолярные | Альвео-палатальные согласные | Велярные | Велярные | Лабиовелярные | Глоттальные |
| обычные       | Палатализованные       | обычные      | Лабиализованные | Альвеолярные | Альвео-палатальные согласные |          |          | Лабиовелярные | Глоттальные |
| ------------- | ---------------------- | ------------ | --------------- | ------------ | ---------------------------- | -------- | -------- | ------------- | ----------- |
| Взрывные      | Глухие                 | p            | pʲ              | t            | tɕ                           | k        | kʷ       | ƙ͜ƥ            |             |
| Взрывные      | Придыхательные         | pʰ           | pʲʰ             | tʰ           | tɕʰ                          | kʰ       | kʷʰ      | ƙ͜ƥ            |             |
| Взрывные      | Звонкие                | b            | bʲ              | d            | dʑ                           | ɡ        | ɡʷ       | ɠ͜ɓ            |             |
| Взрывные      | Звонкие придыхательные | bʱ           | bʲʱ             | dʱ           | dʑʱ                          | ɡʱ       |          | ɠ͜ɓ            |             |
| Спиранты      | Глухие                 | f            |                 | s            |                              |          |          |               |             |
| Спиранты      | Глухие назализованные  | f̃            |                 | s̃            |                              |          |          |               |             |
| Спиранты      | Звонкие                | v            |                 | z            |                              | ɣ        | ɣʷ       |               |             |
| Спиранты      | Звонкие назализованные | ṽ            |                 | z̃            |                              |          |          |               |             |
| Дрожащие      | обычные                |              |                 | r            |                              |          |          |               |             |
| Дрожащие      | Назализованные         |              |                 | r̃            |                              |          |          |               |             |
| Аппроксиманты | Глухие                 |              |                 |              | j̊                            |          | w̥        |               | h           |
| Аппроксиманты | Глухие назализованные  |              |                 |              | j̊̃                            |          | w̥̃        |               | h̃           |
| Аппроксиманты | Звонкие                |              |                 | l            | j                            |          | w        |               |             |

### Морфология
Личные местоимения в ед. ч. образуют 2 ряда: самостоятельные местоимения и субъектные приглагольные местоименные показатели (во мн. ч. последние отсутствуют). В случае употребления местоименных показателей опускается гласный префикс глагольной основы (сохраняется с местоимениями мн. ч.).

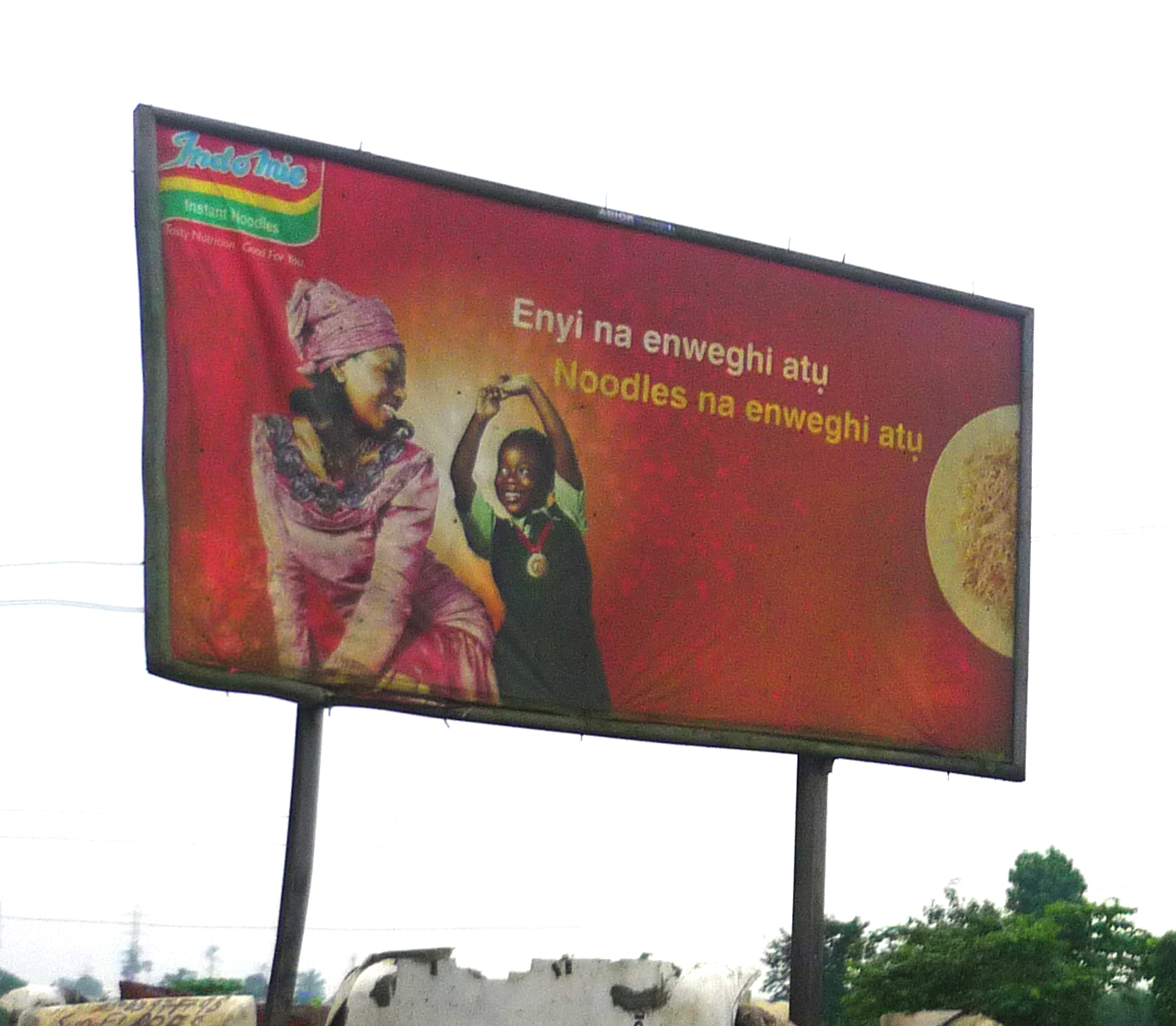
Вывеска на игбо

Глаголы делятся на 2 тональных морфологических класса: высокий и низкий. Имеются 2 спрягаемые глагольные формы («времена»), а также 3 вида. Противопоставлены независимая и 3 зависимые глагольные формы; эти последние употребляются в разных типах придаточных предложений (различаются тональными характеристиками). Имеется также система глагольных суффиксов, служащих для выражения различных дополнительных значений, в том числе временны́х. Имена также делятся на морфологические классы в соответствии с тональными схемами в разных синтагматических конструкциях, в частности в генитивной конструкции.

## Википедия на языке игбо
Существует раздел Википедии на языке игбо («Википедия на языке игбо»), первая правка в нём была сделана в 2004 году. По состоянию на 12:33 (UTC) 8 мая 2025 года раздел содержит 42 389 статей (общее число страниц — 55 909); в нём зарегистрирован 24 431 участник, трое из них имеют статус администратора; 123 участника совершили какие-либо действия за последние 30 дней; общее число правок за время существования раздела составляет 208 813.